# Dumpweed
«Dumpweed» es una canción de la banda estadounidense de rock Blink-182. Es la canción que abre su tercer disco de estudio, Enema of the State (1999). Una versión en vivo fue lanzada como sencillo promocional en noviembre del 2000, para también promocionar su disco en vivo The Mark, Tom and Travis Show (The Enema Strikes Back). La canción explora la frustración en las relaciones.

## Antecedentes
Pese a que la canción tenga crédito de Tom DeLonge y Mark Hoppus, la canción es escrita y cantada por DeLonge. Se originó como una colección de riffs de guitarra sin usar, que él consideró "pegajosa e intrincada pero simple". DeLonge, en el documental de 2016 The Pursuit of Tone, sintió que era una buena indicación a la cual la banda se estaba dirigiendo, y la llamó "probablemente el mejor inicio de disco que hemos tenido".
"Dumpweed" explora la frustración con las mujeres. Gavin Edwards de Rolling Stone resumió la canción como "acerca de un tipo ambivalente imaginando el dolor y la libertad de el término de la relación con su novia, sobre un interminable ritmo staccato". Ha sido descrita como "queja inexperta acerca de que las chicas no siempre hagan exactamente lo que te gustaría que hagan" por Nitsuh Abebe, de New York.

## Recepción
Michael Paoletta, en una revisión del sencillo promocional en vivo del 2000 para Billboard, escribió que "estilísticamente, la canción representa el Ska frenético y maníaco en su mejor momento adolescente". Chris Payne, revisando el álbum 15 años después en Billboard, sintió que la canción "sirve como muestra centelleante de la angustia del chicle por venir: ganchos aulladores, riffs de pogo y tambores de Travis Barker que estallan como palomitas de maíz en el microondas.
La metáfora central de la canción, el entrenamiento de un perro, ha sido sujeta a críticas "es una idea asquerosa, pero el resto de la canción hace obvio  que él está siendo el malo", escribió Ann Powers en su revisión original del álbum para the New York Times.

## Legado
Four Year Strong realizó un cover de la canción para el álbum A Tribute to Blink-182. Pacific Ridge Records Heroes of Pop Punk (2005) el líder de All Time Low, Alex Gaskarth, incluyó la canción como parte de la playlist "Canciones que Cambiaron tu Vida" para Alternative Press en 2009.
El artista de música ambiental B.E.N, hizo un cover de la canción en su álbum tributo a blink-182 "Benema of the State"